# ウェンディケラトプス
ウェンディケラトプス Wendiceratopsとは白亜紀後期のカナダに生息していた角竜類に属する恐竜の一つ。

## 発見

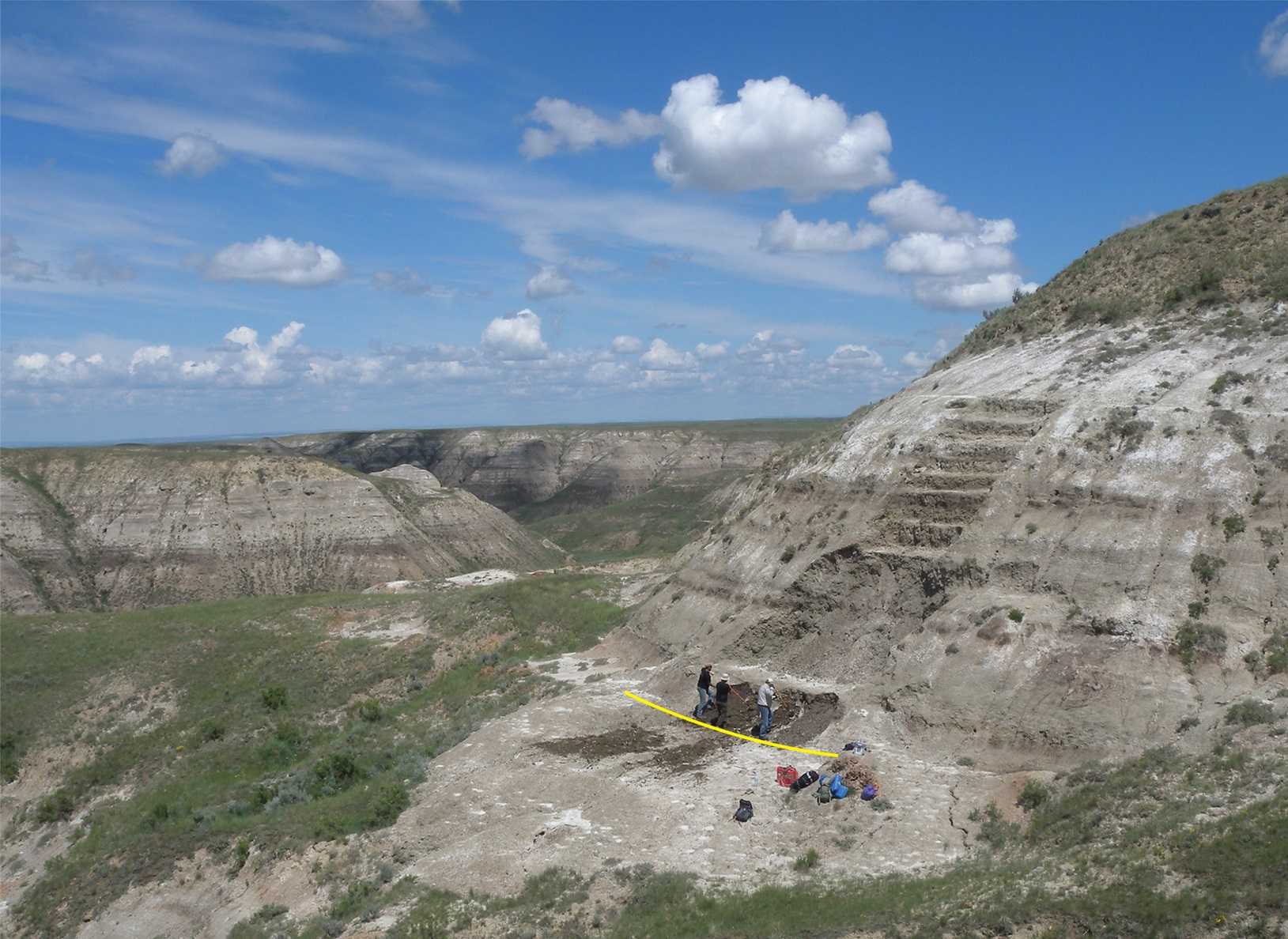
ウェンディケラトプスが発掘された場所

2010年、カナダの化石ハンター、ウェンディ・スロボーダはアルバータ州ミルク川の南に位置するピンホーン州立保護区で一塊のセントロサウルス類のボーンベッドを発見した。ロイヤル・ティレル古生物学博物館のチームが現場を調査し、化石を掘り起こした。翌年、大きな切り出しブロックが現場から移送された。2013年から2014年にかけてクリーニングが実施され、無数の化石がブロックから見いだされた。
2015年、古生物学者デヴィッド・エヴァンスとマイケル・ライアンは模式種を W. ピンホルネンシス としてウェンディケラトプスを記載した。属名はウェンディ・スロボーダの名と、｢角の顔｣を意味する古代ギリシャ語をラテン語調にした ceratops とを組み合わせたもので、｢ウェンディの角の顔｣という意味である。種小名はピンホーン州立保護区に由来する。
ウェンディケラトプスは2015年に命名された二属二種目の角竜である。
この新種の角竜の発見は、最終的にロイヤル・オンタリオ博物館で化石が復元され、一般公開されるに至り、セントロサウルス類の初期進化に関する貴重な知見を深めることに役立っている。
ホロタイプ、 TMP 2011.051.0009 はオールドマン累層下部つまりカンパニアン（7900万-7870万年前）の地層から見つかっている。泥岩の層は40cmの厚さで恐らく土砂崩れか何かのイベントで一度に堆積したものと思われる。ホロタイプは右の鱗状骨から成る。ボーンベッドを構成していた無数の骨のうち、角竜類のものは全て単一の種、つまり本種のみで構成されていたものと思われる。参照可能なセントロサウルス類の標本は全てウェンディケラトプスの特徴をもっていた。標本は幼若個体を含み、184個体分の標本が保存されていた。発見されているのは頭骨要素を構成する骨、下顎骨、脊柱、肩甲骨、骨盤、そして肋骨である。それらは完全にばらけていた。ボーンベッドには他に、ティラノサウルス類の獣脚類、ワニ、ガーそして植物の化石も含まれていた。

## 記載

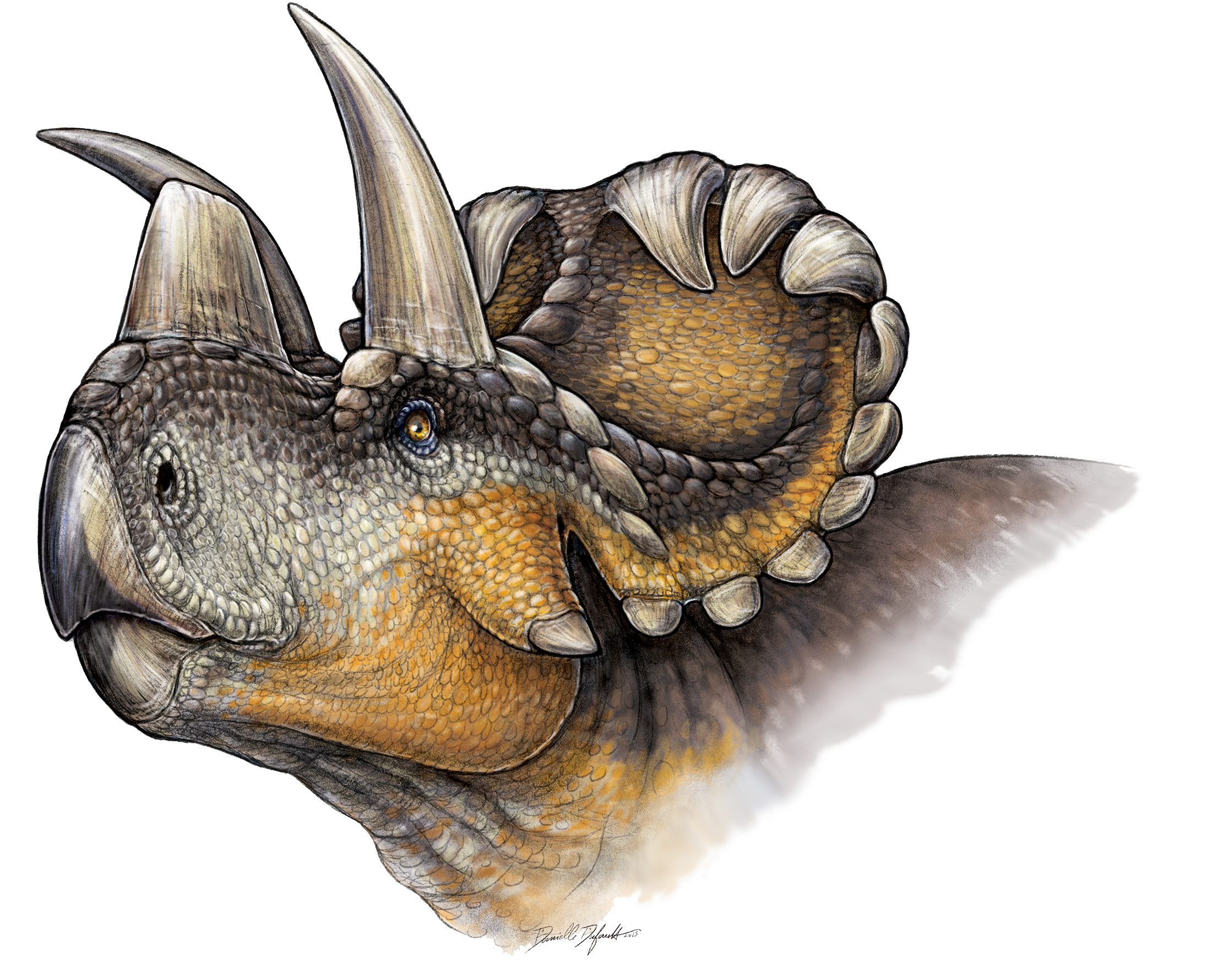
復原図

### サイズと同定法
ウェンディケラトプスは全長約6ｍ、体重約1ｔと推定される。
論文の著者は二つの固有派生形質について言及している。フリルの縁にある第二および第三縁頭頂骨の基底部が幅広く、縦に厚く、より外側後方の縁頭頂骨を覆うように背側にカーブするということ。そして坐骨の遠位端が長方形に広がっているということである。
鼻骨は断片的なものしか保存されておらず、フリルの第一のホーンレットは欠けている。中国のシノケラトプスが似た縁後頭骨をもつが、正中線上の縁後頭骨と下方の隆起がウェンディケラトプスには存在しない。

### 骨格

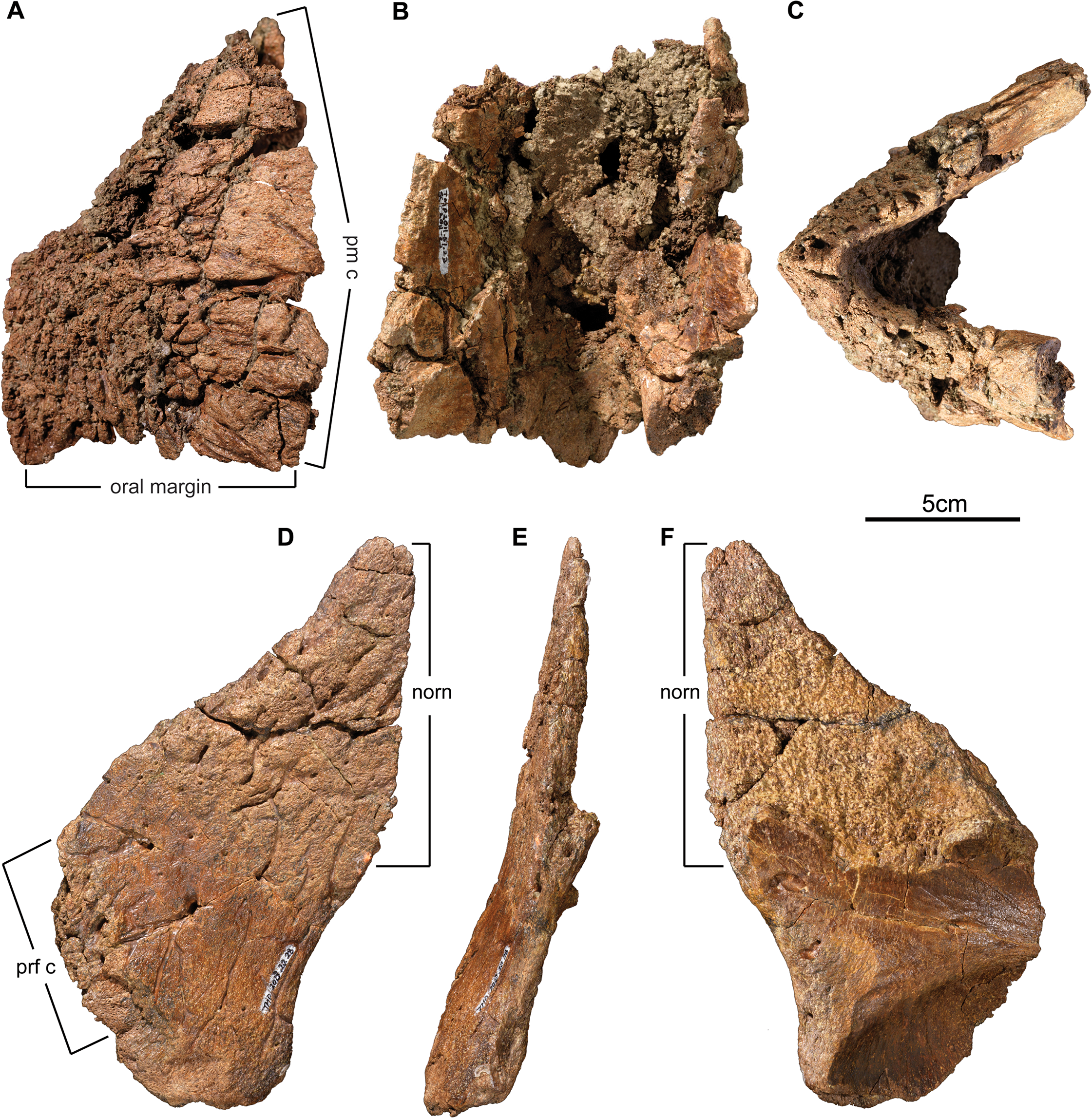
Rostral and nasal bones

上顎骨には歯槽が26カ所ある。それぞれに何本かの歯群が積み重なる。上眼窩角は見つかっていないが、前頭骨の構造はそれが存在したものと示唆する。鼻骨は垂直の鼻角をもつ。この鼻角は標本の状態が悪いので正確な長さはわからないが、115mmほどと考えられ、基底部の長さは9cmである。

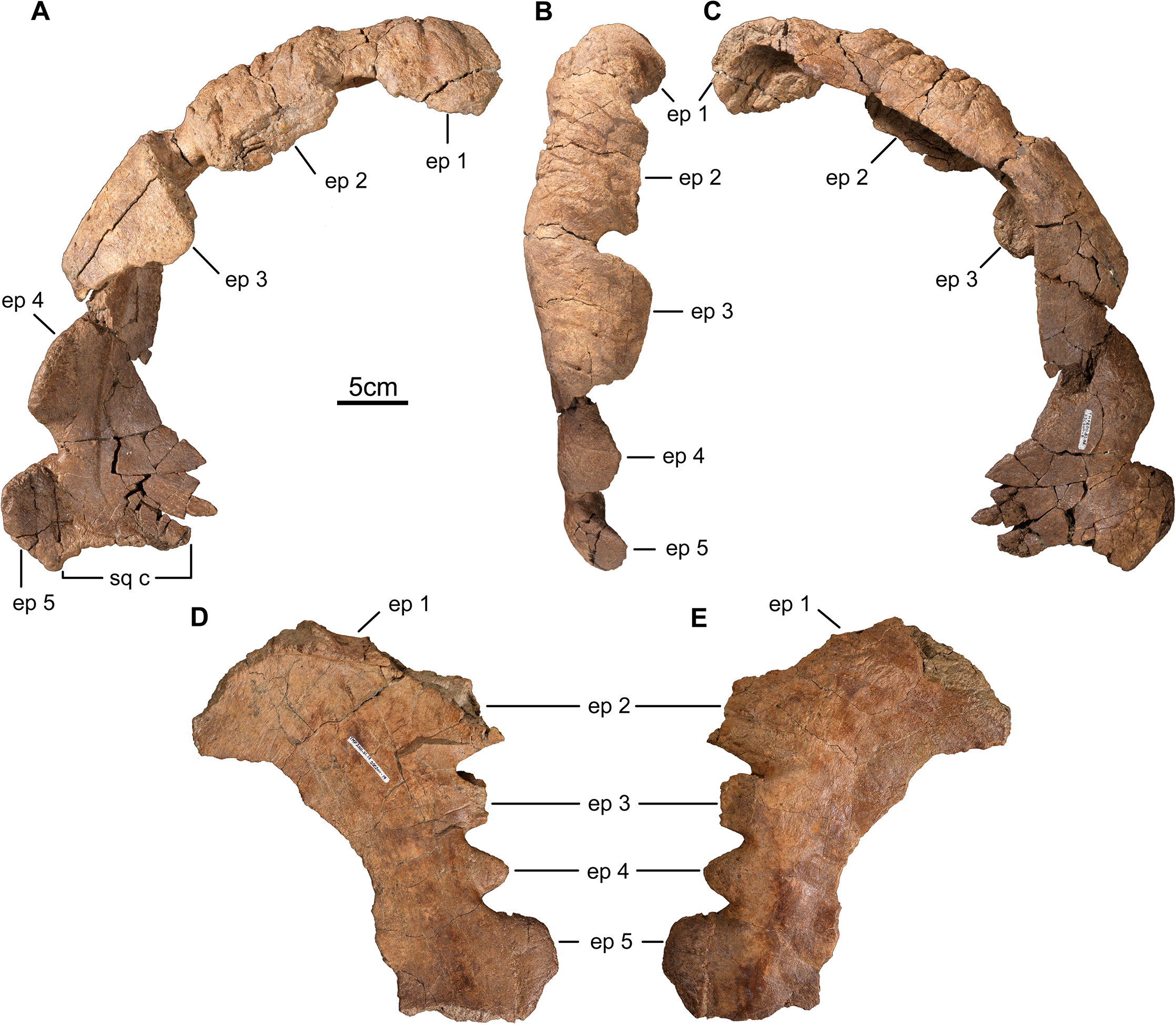
後頭骨

ウェンディケラトプスの頭骨は幅広い。フリルの前側は三角形の鱗状骨で形成され、縁には4つの縁鱗状骨（皮骨）が付属する。縁鱗状骨は左右非対称な三角形であり、上方向にカールしている点で個性的である。最も中央に近く横方向に伸びる四つ目の縁鱗状骨は内側に向かい、付随する三つの瘤によって装飾されている。それぞれの頭頂骨に5つの縁頭頂骨がある。より前側に位置する第5と第4は、縁鱗状骨に似ているが、より後ろに広く、厚く、長く発達し、上と前方向にカーブする。第1縁頭頂骨は舌のような形状で、フリルのかなりの部分を覆い、わずかに後ろ向きにカーブする。
正中線上の太い棒状の骨で仕切られた二つの大きな開口部はフリルの両端に近い。完全なフリルは見つかっていないので、正確な形は不明だが、恐らく横長の楕円形であると思われる。正中線上は滑らかで装飾の類はない。第0縁頭頂骨と呼ばれる構造（近縁とされるシノケラトプスには見られる）も存在しない。
セントロサウルス類の種はそれぞれ独自のフリル装飾のパターンを有しているが、首から後ろの骨格については変化が少なく、ほとんど区別ができない。そのため、ウェンディケラトプスについても頭部以外について他のセントロサウルス類との違いを見出すことはできなかった。坐骨を除いては。他のセントロサウルス類における坐骨は横から見ると、中くらいの長さの棒状の構造が最も広くなっているが、それに対してウェンディケラトプスの坐骨は遠位端に向かってより広く発達し、その結果ほぼ長方形になっている。
大部分の標本は成体のものと見られるが、幼若個体のものと思われる長さ20cmほどの腓骨も2本発見されている。